# Separatutställning
Separatutställning av konst innebär att i utställningslokalen endast finns konst av en enda konstnär. Förutsättningen för att en separatutställning skall kunna anordnas är att konstnären uppnått en viss ställning inom konstvärlden. En sådan ställning byggs upp under ett antal år, under vilken tid ett flertal objekt av tämligen hög kvalitet blivit producerade. Oftast ingår endast de senaste årens produktion i utställningen. I de fall även äldre verk av konstnären finns representerade talar man om en retrospektiv utställning. Det gäller speciellt när de äldre verken representerar en annan stilriktning i konstnärens utvecklingshistoria. 
Normalt förekommer en hel del annonsering, direktreklam samt en vernissage, innan allmänheten släpps in i utställningslokalen. En utställningskatalog eller broschyr inklusive biografiska uppgifter om konstnären hör till det som normalt iordningställs innan utställningen öppnar. Ett huvudsyfte med dessa marknadsföringsåtgärder är att locka tidningarna att skriva redaktionella artiklar om utställningen. Vanligen är merparten av objekten till salu, men det förekommer även att tidigare redan sålda objekt inlånas från ägarna under utställningsperioden.